# Aleksandar Kostić (Sexualwissenschaftler)
Aleksandar Đ. Kostić (in kyrillischer Schrift: Александар Ђ. Костић, * 6. Märzjul. / 18. März 1893greg. in Belgrad; † 19. Januar 1983) war Professor für Medizin und ein Pionier der Sexualwissenschaft in Jugoslawien.

## Leben
Aleksandar Kostić studierte an der Universität Straßburg Medizin und promovierte 1921 mit dem Thema L’action de l’alcoholisme sur le testicule (Die Wirkung des Alkoholismus auf die Hoden). Ab 1924 war er an der Universität Belgrad Professor für Histologie und Embryologie.
Er übersetzte das Buch Die sexuelle Frage von Auguste Forel ins Serbokroatische (Polno Pitanje, 1928). Mit Das Sexualleben des Menschen (1932) verfasste er das erste sexualwissenschaftliche Buch Jugoslawiens.
In Dušan Makavejevs Film Ein Liebesfall (1967) hat Aleksandar Kostić einen Gastauftritt.
Aleksandar Kostić war mit Smilja Kostić-Joksić (1895–1981), Professorin für Pädiatrie, verheiratet. Einer seiner Söhne war der Filmkomponist Vojislav Kostić (1931–2010).

## Werke
- L’action de l’alcoholisme sur le testicule (Die Wirkung des Alkoholismus auf die Hoden), Dissertation Straßburg 1921
- Problem naše medicinske terminologije (Das Problem unserer medizinischen Terminologie), 1931
- Polni život čoveka (Das Sexualleben des Menschen), 1932, 4. Aufl. 1938
- Seksualno u srpskoj narodnoj poeziji (Das Sexuelle in der serbischen Volksdichtung), 1933, 2. Aufl. u. d. T. Seksualno u našoj narodnoj poeziji (Das Sexuelle in unserer Volksdichtung), 1978
- Žena kao pol i žena kao čovek (Die Frau als Geschlecht und die Frau als Mensch), 1937
- Osnovi embriologije (Grundlagen der Embryologie), 1948, 3. Aufl. 1968
- Osnovi medicinske seksologije (Grundlagen der medizinischen Sexualwissenschaft), 1966
- Seksualni život savremenog čoveka (Das Sexualleben des heutigen Menschen), 1969
- Višejezički medicinski rečnik (Medizinisches Mehrsprachen-Wörterbuch), 1971, 4. Aufl. 1987